# Moritz Alexander Bartsch
Moritz Alexander Bartsch (* 3. Mai 1845 in Löbau; † 16. Februar 1918) war ein deutscher Reichsgerichtsrat.

## Leben
Bartsch war evangelisch-lutherisch und Sohn eines Buchbindermeisters. Nach dem Besuch der Fürstenschule Grimma studierte er ab 1863 in Leipzig Jura und Kameralistik.
1867 wurde er auf den sächsischen Landesherrn vereidigt. 1868 wurde er Referendar und 1872 Gerichtsreferendar. 1878 ernannte man ihn zum Bezirksgerichtsrat in Leipzig. 1879 erfolgte die Ernennung zum Amtsrichter in Oschatz. Zum Landgerichtsrat wurde er 1880 befördert. 1882 wurde er Landgerichtsdirektor in Leipzig. 1898 kam er an das Reichsgericht. Er war im III.  und IV. Strafsenat tätig. Er trat 1912 in den Ruhestand. Nach Degener war er nationalliberal.

## Familie
Seine Eltern waren Moritz Bartsch und Johanna geborene Kühne. 1877 heiratete Bartsch die Advokatentochter Minna Scheuffler. Sie hatten vier Töchter.

## Ehrungen
- Albrechts-Orden Komtur II. Klasse
- Sächsischer Verdienstorden Komtur II. Klasse
- Preußischer Kronenorden III. Klasse
- Rote Adlerorden III. Klasse mit der Schleife